# Franz Bilko
Franz Bilko (* 5. Juni 1894 in Gumpoldskirchen; † 24. April 1968 in Baden) war ein österreichischer Maler, Zeichner und Gebrauchsgrafiker.

## Leben
Franz Bilkos Mutter stammte mütterlicherseits aus einer Gumpoldskirchner Weinbauernfamilie, sein Vater, Sohn einer schlesischen Bauernfamilie, war als Wanderbursche in den nahe Wien gelegenen Weinbauort Gumpoldskirchen gekommen.
Die Familie Bilko lebte zunächst einige Jahre in Gumpoldskirchen, die Eltern zogen dann nach Wien. Franz blieb jedoch bei seiner Großmutter und verbrachte seine Kindheit und Jugend dort.
1922 heiratete er die aus Baden bei Wien stammende Hermine Niernsee und siedelte sich mit ihr in Baden an, wo die beiden im Elternhaus der Gattin eine Wohnung bezogen und Franz Bilko dort auch sein Atelier einrichtete, in dem er bis zu seinem Ableben 1968 tätig war.
Franz Bilko fiel schon in der Gumpoldskirchner Volksschule durch seine Begabungen auf. Nach der Volksschule besuchte er das Gymnasium in Baden, das heutige BG&BRG Baden Biondekgasse. Im Gymnasium wurde Bilkos Zeichentalent sehr gefördert. Nach der Matura entschloss sich Bilko, Künstler zu werden. Seine Eltern waren jedoch aus wirtschaftlichen Überlegungen dagegen, und so begann er an der Universität Wien ein Jusstudium. Als ein Jahr später der Erste Weltkrieg ausbrach, musste Bilko einrücken, und damit war seine juristische Laufbahn vorläufig unterbrochen. Nach seiner Heimkehr aus italienischer Kriegsgefangenschaft im Jahr 1919 entschloss er sich nun endgültig für den Beruf des Künstlers.
Die Ausbildung zum akademischen Maler absolvierte er hauptsächlich an der Akademie für angewandte Kunst in Wien, nur das letzte Jahr studierte er bei Walter Püttner an der Akademie der bildenden Künste in München.
Nach dem Abschluss seiner Studien etablierte er sich als freischaffender Künstler und machte sich bald in seiner Wahlheimat Baden bei Wien und weit darüber hinaus einen Namen. In diese Zeit fielen auch Auftragsarbeiten für angesehene Zeitschriften in Österreich und Deutschland, er illustrierte (und verfasste teilweise selbst) volkskundliche Aufsätze, war als Werbegrafiker gefragt und schuf Zeichnungen für Kinder- und Märchenbücher, die hauptsächlich im Stuttgarter Herold-Verlag erschienen.
Im Zweiten Weltkrieg musste Bilko abermals zum Militär einrücken. Unter anderem war er als Dolmetscher in Italien stationiert, wo 1943 eine Serie von Zeichnungen des antiken Rom entstand.

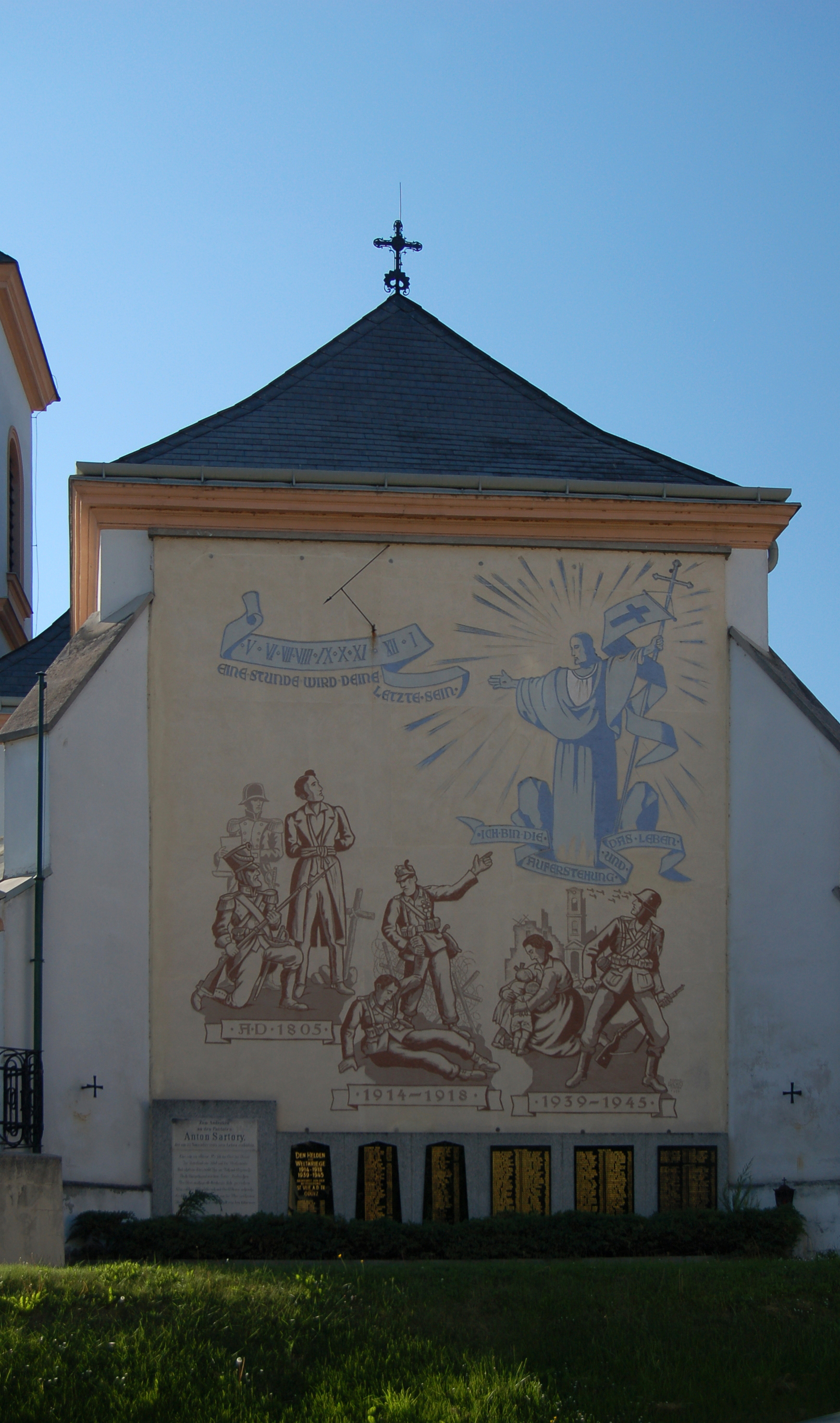
Sgraffito Kriegerdenkmal am Chorhaupt der Pfarrkirche St. Veit an der Triesting

Am Ende des Krieges kam er diesmal – jedoch nur für kurze Zeit – in amerikanische Kriegsgefangenschaft. Zurückgekehrt nach Baden, nahm er mit weiter steigendem Erfolg seine Tätigkeit als freischaffender Künstler wieder auf. In der Zeit nach dem Zweiten Weltkrieg schuf Bilko unter anderem romantische Stadtansichten und Gemälde zur Industriegeschichte im Gebiet rund um Traiskirchen und Baden bei Wien.
Am 24. April 1968 starb er in seinem Wohnhaus in Baden bei einem Unfall, der durch einen mangelhaft installierten Gasboiler verursacht war.
In Gumpoldskirchen wurde eine Straße nach dem Künstler benannt, die Franz-Bilko-Gasse.

## Werke (Auswahl)
- Frühlingsblumen (Aquarell, 1938 von Hitler auf der Großen Deutschen Kunstausstellung erworben)[1]

- 1945–1946: Christus mit Jüngern von Emmaus an der Michaelskirche Gumpoldskirchen
- 1957: Monumentales Sgraffito Kriegerdenkmal am Chorhaupt der Pfarrkirche St. Veit an der Triesting